# Észak-aleppói offenzíva (2016. március–június)
A 2016. március-júniusi észak-aleppói offenzíva a szíriai ellenzéki erők által az Iraki és Levantei Iszlám Állam ellen indított katonai offenzíva volt Aleppó kormányzóságban, a szír-török határ közelében, Azarban és Mare'-ben. Az offenzívát az Amerikai Egyesült Államok által vezetett CJTF-OIR légitámadásokkal, a Török Fegyveres Erők pedig tüzérségi lövedékek bevetésével segítette elő.

## Az offenzíva

### A felkelők kezdeti sikerei
Március 10-14. között a felkelők három falut támadtak meg, többek között Dudyan. Március 17-én az ISIL Dudyant visszafoglalta, de másnap ismét elvesztette.
Március 19-én a felkelők két, Aleppótól északra fekvő falut, (Toqlit és Mregelt) elfoglaltak az ISIL-től. Másnap az Ahrar ash-Sham és a Sultan Murad Dandár tüzérséggel és aknavetőkkel támadott az ISIL-re. A csata végére az Iszlám Állam a felkelők nagy veszteségei hatására visszafoglalta Toqli és Mregel területét. A két fél Qara Kopri és Ghazl falvaknál is összecsapott egymással, itt viszont polgári áldozatokat is követeltek a lövések. Március 30-án a felkelők ismét megtámadták Toqlit és Mregelt. A török hadsereg Jakkah falunál lőtte az ISIL állásait.

### A felkelők előre törése és al-Rai bevétele
Április 1-én Mergel külvárosában az ISIL támadást indított a Levantei Front központja ellen. A próbálkozást a Sham Légió és a Zawiya-hegység Sólymai Brigád visszaverte, az ISIL egyik buldózerét megsemmisítették. Ezután a felkelők két falut megszálltak. Két nappal később az al-Moutasem Dandár, a Sultan Murad Dandár és a Sham Légió együttes támadást indított az ISIL erődítménye, al-Rai ellen. Április 4-ig nyolc falut elfoglaltak, és keletről 4 kilométer választotta el őket a várostól. A megszállt falvak között volt Tal Sha’er, Raqbya, Qantra és Shaabanya. Április 5-ig a felkelők legalább 16 falut megszálltak a környéken.
Április 7-én az A–10 Thunderbolt II-k hathatós támogatásával al-Rai nagy része és a közeli határállomás a felkelők kezére került. Április 8-án a város mellett további 17 falu is a felkelők ellenőrzése alatt állt.

### Az ISIL első ellentámadása és al-Rai visszafoglalása
Két nappal később, április 10-én az ISIL ellentámadást indított, mely során három oldalról vette körbe Mare' városát, nyolc falut pedig villámsebesen visszafoglalt. A felkelők azonban pár órával később négy falut sikeresen visszafoglaltak. Aznap a szárazföldi harcok folytatásának hatására a Nemzetközi Koalíció legalább 22 alkalommal indított légi támadást az ISIL állásai ellen. Április 11-én az ISIL folytatta az ellentámadását, és al-Rait és mellette fekvő négy további falut visszafoglalt. Összességében az ISIL az utóbbi két napban al-Rai mellett további 17 falut szerzett meg. Az ellentámadások során a felkelői állások közelében 11 öngyilkos merényletet hajtottak végre. Este a felkelők nyolc falu felett még sikeresen visszavették az irányítást. A jelentések szerint április 12-re 13 olyan települést foglalt vissza az ISIL, melyet előtte korábban tőle megszereztek. Ezek között volt al-Rai is.
Április 13-ra a felkelők ismét visszafoglaltak három falut. Április 14-én azonban az ISIL újabb 10 falut foglalt el, és ezzel a felkelők csapatát két külön részre osztotta. A Dudyanban ragadt felkelőket a török határ megfelelően körbefogta. A török határtól 1 km-re délre fekvő Hiwar Kallis volt a legfontosabb falu, amit az ISIL-nek sikerült megszereznie. Az iszlamisták előretörése közben több száz felkelő menekült át a határ török oldalára. Másnapra a felkelők megerősítették öt falu védelmét, köztük Hiwar Kallisét is, és sikeresen összekapcsolták ismét a két külön táborukat.
Április 15-16-án a felkelők és az ISIL között tovább folyt a folyamatos területcsere. Miközben az ISIL megszerzett két falut magának, addig a felkelők két másikat visszafoglaltak. Április 17-én a felkelők ismét elfoglalták az al-Ratól nyugatra fekvő Tall Battal falut.
Négy nappal azután, hogy az ISIL visszafoglalta a régebben már a kezén lévő kisebb településeket, a felkelők egy újabb támadást indítottak, melyben két falut ismét megszereztek. Az ISIL azonban ezeket másnapra visszafoglalta, és ezek mellé egy továbbit is megszerzett.

### Az ISIL második ellentámadása
Április 26-27-én az ISIL újabb ellentámadásba kezdett, öt vagy hat falut elfoglalt, többek között Dudyant is. A felkelők Azaz és Hiwar Kallis vonaláig visszavonultak. Az ISIL előretörése következtében mind Azazt, mind Mare'-t könnyedén meg tudták támadni. A felkelők néhány órával később visszafoglalták Dudyant. Április 28-30 között a felkelők három további falut foglaltak el.
Május 1. között az ISIL ismét elfoglalta Dudiyant és mellette hét további várost. Pár órán belül azonban Dudiyant és két másik falut elvesztették. Május 5-7 között még háromszor cserélt gazdát Dudiyan területe, majd végül az ISIL kezén maradt.
Május 7. és 13. között négy falut adtak egymásnak kézről kézre a harcoló felek. Május 15. és 17. között három falu ismét a felkelők ellenőrzése alatt volt, és ezzel meg tudták akadályozni azt, hogy Azazt az ISIL meg tudja támadni. Ők viszont május 19-én elfoglaltak öt falut, és ezek között voltak a korábban elvesztettek is.

### Mare' ostroma, az ISIL megindul Azaz felé
Május 26-án az ISIL újabb támadást hajtott végre, amivel rövid idő alatt össze tudta roppantani a felkelők frontvonalát. Több új falut elfoglalt, és már csak 5 km választotta el Azaz városától. Ekkor kevesebb mint 20 falu volt a felkelők kezén. Később este az ISIL további területeket szerzett meg, és elvágta a felkelők utánpótlási útvonalát Mare' felé. 30–33 felkelő és 11 ISIL-harcos halt meg, további 10 felkelő pedig fogságba esett. Az ISIL meglepetésszerű támadásának következtében a területről ki kellett menekíteni az egészségügyi ellátáshoz szükséges eszközöket, és rengetegen indultak meg más városok felé. Becslések szerint 100.000-160.000 polgári lakos maradt a felkelők és a török határ által bezárt területen. Május 27-én az ISIL folytatta az előretörést, további területeket foglaltak el, és elérték Azaz keleti külvárosait. Azonban egy amerikai támogatású felkelői támadás hatására négy faluból ki kellett vonulniuk. Este az ISIL megtámadta Mare'-t.
Május 28-án a kurd vezetésű Szíriai Demokratikus Erők védelmükbe vették Shaykh Issat, a Mare' körüli térségben elzártan lévő két város egyikét, hogy megakadályozzák, hogy azt az ISIL elfoglalhassa. Ezalatt az ISIL öt támadását verték vissza Mare' mellett. A Mare' elleni ostrom elején az ISIL két öngyilkos merénylője támadta meg az felkelők állásait. Ezután az iszlamisták keletről behatoltak a városba, és megkezdődtek az utcai harcok. Az összecsapás alatt az ISIL harcosai 10 órán keresztül blokád alatt tartották a helyi kórházat, és mielőtt visszaverték volna a támadásukat, arra készültek, hogy elfoglalják a létesítményt. Az USA légi ereje egyszer tévedésből a felkelők egyik állását lőtte, ahol emiatt hét ember vesztette életét.
Május 29-én a felkelők Azaz közelében visszafoglalták a Tudományos Kutatási Területet, eddigre az ISIL offenzívájának megindítása óta 61 felkelő, 29 polgári személy és az ISIL 47 harcosa vesztette életét. Eközben az SDF lezárta az Azazból és Mare' felől érkező civilek és sebesültek számára a kurd területek felé nyitva hagyott korridort, miután a felkelők megtámadták Aleppó kurd kézen lévő részét is. 6000 polgári lakos hagyta el a kurd Afrin kantont. Eközben az azazi saría bíróság elrendelte, hogy az ISIL beszivárgásának elkerülése érdekében civilek nem léphetnek be Azaz városába, nehogy iszlamista szélsőségesek vegyülhessenek a menekültek közé. Másnap feloldották a korridor zárát.
Május 30-ig a felkelők az eredetileg elveszített kilenc falu közül ötöt visszaszereztek, és ezek között volt az Azaz és Mare' között húzódó főút mentén fekvő kettő közül is az egyik. Május 31-én a felkelők török támogatással támadást indítottak a másik falu ellen, és ezzel akarták megtörni Mare' ostromát. A harcok alatt a felkelők az ISIL egyik autóbombáját megsemmisítették. Az ellentámadás azonban sikertelenül zárult, mikor az ISIL öngyilkos merénylője hat felkelővel végzett. Ezalatt az ISIL átcsoportosította haderejét, hogy egy végső támadást indíthasson Azaz ellen.
Június 2-án az USA vezette koalíciós erők nagy adag fegyvert dobtak le ejtőernyővel a Mare' területén körülzárt felkelők részére. Másnap a koalíciós légi támogatás és a török tüzérségi erők segítségével visszaverték az ISIL újabb támadását. A jelentések szerint az ISIL 30, a felkelők 17 tagjukat vesztették el.
Június 8-án feloldották Mare' ostromát, miután a felkelők Azaz és Mare' között több falut is elfoglaltak. Később az ISIL kilenc további településről vonult ki, de a felkelők nem foglalták el rögtön az üresen hagyott területeket, nehogy orvlövészek leselkedjenek rájuk.

## Következmények
A következő hetekben folytatódott a területek folyamatos cseréje, egyik kézből a másikba kerültek. A felkelők először megszereztek hét falut, köztük al Rait, majd később az ISIL visszafoglalta azokat.